# Alice Notley
Alice Notley, née le 8 novembre 1945 à Bisbee (Arizona) et morte le 19 mai 2025 à Paris, est une poète, dramaturge et critique d'art américaine. Elle est l'une des figures majeures du mouvement de l'« École de New York » rassemblées autour du Poetry Project (en).

## Biographie

### Jeunesse et formation
Alice Notley est née le 8 novembre 1945 à Bisbee en Arizona. Après ses études secondaires, elle est acceptée au Barnard College à New York City où elle obtient un Bachelor of Arts en 1967, puis deux ans plus tard un Master of Arts à l'université de l'Iowa,,,,,,,,.

### Carrière
De 1970 à 1972, Alice Notley demeure dans le Lower East Side à New York City ; en 1972 elle épouse le poète  Ted Berrigan avec qui elle aura deux enfants (Edmund et Anselm Berrigan). Le couple s'installe dans les locaux du peintre Larry Rivers. La famille Notley / Berrigan part s'installer à Chicago en 1972 où ils deviennent des figures de la seconde génération de l'École de New York. Alice Notley et d'autres femmes comme Bernadette Mayer, Anne Waldman, Kathleen Fraser (poète) (en) créent une poétique centrée sur l'expérience féminine,,,,,,,,.
En 1976, Alice Notley emménage à New York City. Elle y reste jusqu'en 1992.
En 1983, Ted Berrigan meurt des suites d'un ulcère à l'estomac.
Elle rencontre le poète Douglas Oliver (en) avec qui elle marie en 1988,. À partir de 1992, le couple s'installe à Paris. L'arrivée à Paris va également marquer un tournant dans la thématique et la forme des œuvres d'Alice Notley, tournant qu'elle explique dans son poème épique The descent of Alette et le volumineux essai  Disobedience, développant des thèmes féministes,,,.
Elle participe à la diffusion de la poésie américaine en France par sa présence régulière à des cycles de lectures tels que Double Change ou les Ivy Writers fondés par ses compatriotes Jennifer K. Dick et Michelle Noteboom,,.
En 2000, Douglas Oliver meurt,.
Depuis qu'elle est installée à Paris, chaque année elle fait plusieurs voyages aux États-Unis pour donner des lectures et animer des ateliers d'écriture,,.

### Mort
Alice Notley meurt à Paris le 20 mai 2025 à l’âge de 79 ans,.

## Regards sur son œuvre
Selon la professeure de littérature américaine Ann Charters, Alice Notley est inspirée par l'œuvre de William Carlos Williams, elle se qualifie elle-même comme étant une héritière de ce poète. Selon elle, sa poésie exprime avec humour et finesse les nuances et subtilités des relations interpersonnelles plutôt que d'insister sur sa propre indépendance émotionnelle en tant que femme émancipée à la manière de ses contemporaines new-yorkaises Anne Waldman et Diane Wakoski. Elle est également inspirée par l'œuvre de Gertrude Stein,.

## Œuvres (sélection)

### Recueils de poèmes
- 165 Meeting House Lane, "C" Press Publications, 1971, 24 p. (OCLC 1127683575),
- Phoebe light, Big Sky Books, 1973, 40 p. (OCLC 647072625),
- Incidentals in the Day World, Angel Hair Books, 1973, 58 p. (OCLC 647667093),
- Alice Ordered Me to Be Made : Poems 1975, Yellow Press, 1er janvier 1976, 63 p. (ISBN 9780916328061),
- For Frank O'Hara's Birthday, Reality Street Editions, 1976, 28 p. (ISBN 978-0-904225-04-4),
- A Diamond Necklace, Frontward Books, 1977, 30 p. (OCLC 3827567),
- Songs for the Unborn Second Baby, United Artists, 1979, 52 p. (OCLC 655136062),
- When I Was Alive, Vehicle Editions, 1er janvier 1980, 61 p. (ISBN 978-0-931428-12-8),
- Waltzing Matilda, Faux Press, 1981, rééd. 28 février 2003, 133 p. (ISBN 978-0-9710371-7-5),
- How Spring Comes, Toothpaste Press, 1er décembre 1981, 53 p. (ISBN 978-0-915124-42-8),
- Sorrento, Sherwood Press, 1984, 23 p. (OCLC 1151270159, lire en ligne),
- Margaret and Dusty : Poems, Coffee House Press, 1er mai 1985, 80 p. (ISBN 978-0-918273-08-6, lire en ligne),
- Parts of a Wedding, Unimproved Editions Press, 1986, 41 p. (OCLC 22775994),
- At Night the States, Yellow Press, 1er décembre 1987, 76 p. (ISBN 978-0-916328-18-4, lire en ligne),
- From a work in progress (Readings in contemporary poetry number 10), Dia Art Foundation, 1988, 42 p. (ISBN 978-0-944521-13-7),
- Homer's Art, Small Press United, 1er janvier 1990, 24 p. (ISBN 978-0-933237-90-2),
- The Scarlet Cabinet : A Compendium of Books, Scarlet Editions, 1er janvier 1992, 442 p. (ISBN 978-0-9632219-0-2),
- Selected Poems (photogr. George Schneeman), Hoboken, New Jersey, Talisman House, 1993, 152 p. (ISBN 9781883689032, OCLC 636778753, LCCN 93030099, lire en ligne),
- To Say You, Pyramid Atlantic, 1994, 16 p. (OCLC 35207284),
- Close to Me and Closer... (The Language of Heaven) & Désamère, O Books, 1er janvier 1995, 139 p. (ISBN 978-1-882022-26-7),
- The Descent of Alette, New York, Penguin Books, 1er avril 1996, 160 p. (ISBN 978-0-14-058764-7, lire en ligne)[33],[20],[34],
- Mysteries of Small Houses, Penguin Books, 1er mai 1998, 160 p. (ISBN 978-0-14-058896-5)[35],[36],
- Byzantine Parables, P. Riley, août 1998, 12 p. (ISBN 978-1-871965-44-5),
- Disobedience, Penguin Books, 1er octobre 2001, 304 p. (ISBN 978-0-14-100229-3, lire en ligne)[37],
- Iphigenia, Belladona Books, 2002, 11 p. (OCLC 51658375),
- City Of, Rain Taxi, 2005, 14 p. (OCLC 64698392)[38],[39],
- From The Beginning, Owl Press, 5 janvier 2005, 28 p. (ISBN 978-0-9669430-7-8),
- Grave of Light : New and Selected Poems, 1970-2005, Wesleyan University Press, 1er septembre 2006, 364 p. (ISBN 978-0-8195-6772-7, lire en ligne)[13],
- Alma : or The Dead Women, New York, Granary Books, 2006, 356 p. (ISBN 9781887123723, OCLC 836344856, LCCN 2006024546, lire en ligne),
- In the Pines, New York, Penguin Books, 1er janvier 2007, 144 p. (ISBN 978-0-14-311254-9, lire en ligne)[40],
- Above the leaders, Veer Books, 2008, 61 p. (ISBN 978-0-9558763-1-8)[41],[42]
- Culture of One, New York, Penguin Books, 29 mars 2011, 160 p. (ISBN 978-0-14-311893-0)[43],[44],
- Songs and Stories of the Ghouls, Wesleyan University Press, 15 novembre 2011, 208 p. (ISBN 978-0-8195-6956-1)[45],[46],[47],[48],
- Secret I D, The Catenary Press, 2013, rééd. 2016, 28 p. (OCLC 978353671),
- Manhattan Luck, Public School Press, 2014, 158 p. (ISBN 978-0-9835045-9-7),
- Negativity's Kiss, Mont-Saint-Aignan, Presses Universitaires de Rouen, 16 mars 2014, 200 p. (ISBN 979-10-240-0116-6)[49],
- Benediction, Letter Machine Editions, 1er août 2015, 272 p. (ISBN 978-0-9887137-3-4)[50],
- Certain Magical Acts, New York, Penguin Books, 7 juin 2016, 144 p. (ISBN 978-0-14-310816-0, lire en ligne)[51],[52],
- Eurynome's Sandals, Mont-Saint-Aignan/37-Monts, Presses Universitaires de Rouen, 11 avril 2019, 174 p. (ISBN 979-10-240-1273-5),
- For the ride, Penguin Books, 3 mars 2020, 160 p. (ISBN 978-0-14-313457-2),

### Prose et essais
- Disobedience, New York, Penguin Books, 2001, 308 p. (ISBN 9780141002293, OCLC 875354757, LCCN 2001045160, lire en ligne)[21],
- Coming After : Essays on Poetry, Ann Arbor, Michigan, University of Michigan Press, coll. « Poets on Poetry », 2005, 192 p. (ISBN 9780472068593, lire en ligne),
- Alma : or The Dead Women, New York, Granary Books, 2006, 356 p. (ISBN 9781887123723, OCLC 70839705, LCCN 2006024546, lire en ligne)[53],[54]
- Reason And Other Women, Tucson, Arizona, Chax Press, 2010, 204 p. (ISBN 9780925904843, OCLC 549434030, LCCN 2015295406, lire en ligne)[55].

### Autobiographie
- Tell Me Again., Am Here Books/ Immediate Editions, 1982 (OCLC 332256973).

### Théâtre
- Anne's White Glove, 1985[56].

### Critique littéraire
- Doctor Williams’ Heiresses : A Lecture Delivered at 80 Langton Street San Francisco, Feb. 12, 1980, Tuumba Press, 1980, 26 p. (OCLC 680614930)[57],
- Coming after : essays on poetry, Ann Arbor, Michigan, University of Michigan Press, 2005, 192 p. (ISBN 978-0-472-06859-3, lire en ligne)[58],[59].

### Articles

#### Années 1970-1999
- « Little Stories Of The World », Ambit, no 43,‎ 1970, p. 44-45 (2 pages) (lire en ligne ),
- « Two for November », Chicago Review, vol. 25, no 1,‎ 1973, p. 79 (1 page) (lire en ligne )
- « But He Says I Misunderstood », The Transatlantic Review, no 52,‎ automne 1975, p. 20 (1 page) (lire en ligne ),
- « Mother Mask », Ploughshares, vol. 15, no 4,‎ hiver 1989 / 1990, p. 153-154 (2 pages) (lire en ligne ),
- « April Not an Inventory but a Blizzard », The American Poetry Review, vol. 26, no 1,‎ janvier - février 1997, p. 29 (1 page) (lire en ligne ),
- « Hematite Heirloom Lives On (Maybe December 1980) », The American Poetry Review, vol. 26, no 1,‎ janvier - février 1997, p. 29-30 (2 pages) (lire en ligne ),
- « 1992 », The American Poetry Review, vol. 26, no 1,‎ janvier - février 1997, p. 28-29 (2 pages) (lire en ligne ),
- « Gladly Though I Lost It and Knew I Would », The American Poetry Review, vol. 26, no 1,‎ janvier - février 1997, p. 28 (1 page) (lire en ligne ),
- « A Metaphysics of Emotion », Chicago Review, vol. 43, no 2,‎ printemps 1997, p. 90-91 (2 pages) (lire en ligne ),
- « A Certain Slant of Sunlight », The American Poetry Review, vol. 28, no 2,‎ mars/avril 1999, p. 11-14 (4 pages) (lire en ligne ),

#### Années 2000-2009
- « The Elongated Holy Mother », Conjunctions, no 32,‎ 2000, p. 98-101 (4 pages) (lire en ligne ),
- « Amid These Words I Can Know », Conjunctions, no 35,‎ 2000, p. 96-98 (3 pages) (lire en ligne ),
- « Virgin at the Foot of the Cross », Conjunctions, no 35,‎ 2000, p. 106-109 (4 pages) (lire en ligne ),
- « Figure, Saint, on an Arch », Conjunctions, no 35,‎ 2000, p. 102-105 (4 pages) (lire en ligne ),
- « two sections from In the Pines », The American Poetry Review, vol. 33, no 3,‎ mai - juin 2004, p. 12-14 (3 pages) (lire en ligne ),
- « OATH », Chicago Review, vol. 51, nos 1/2,‎ printemps 2005, p. 160-161 (2 pages) (lire en ligne ),
- « Grave of Light », Chicago Review, vol. 51, nos 1/2,‎ printemps 2005, p. 165-167 (3 pages) (lire en ligne ),
- « The Icon Am I Burning », Chicago Review, vol. 51, nos 1/2,‎ printemps 2005, p. 162-164 (3 pages) (lire en ligne ),
- « That The Ground Is Reasonable », Chicago Review, vol. 51, nos 1/2,‎ printemps 2005, p. 159 (1 page) (lire en ligne ),
- « From "Eurynome's Sandals" », Chicago Review, vol. 54, no 3,‎ hiver 2009, p. 136-142 (7 pages) (lire en ligne ),
- « We Have to Know How to Make the New One », The Kenyon Review, vol. 31, no 4,‎ 2009, p. 138-139 (2 pages) (lire en ligne ),
- « When You Arrived », The Kenyon Review, vol. 31, no 4,‎ 2009, p. 133-134 (2 pages) (lire en ligne ),
- « To Frank », The Kenyon Review, vol. 31, no 4,‎ 2009, p. 136-137 (2 pages) (lire en ligne ),
- « Attila the Gypsy Shakes Her Cup », The Kenyon Review, vol. 31, no 4,‎ 2009, p. 134-135 (2 pages) (lire en ligne ),
- « Hotel Truth Room », The Kenyon Review, vol. 31, no 4,‎ 2009, p. 135-136 (2 pages) (lire en ligne )

#### Années 2010-2019
- « The Codex Eats Me », Daedalus, vol. 139, no 4,‎ 2010, p. 127 (1 page) (lire en ligne ),
- « This Fire », Poetry, vol. 106, no 4,‎ juillet - août 2015, p. 396 (1 page) (lire en ligne ),
- « Stalker », Poetry, vol. 206, no 4,‎ juillet - août 2015, p. 399 (1 page) (lire en ligne ),
- « From My Forehead », Poetry, vol. 206, no 4,‎ juillet - août 2015, p. 404 (1 page) (lire en ligne ),
- « Iconography », Poetry, vol. 206, no 4,‎ juillet / août 2015, p. 401 (1 page) (lire en ligne )
- « Are Loyal », Poetry, vol. 206, no 4,‎ juillet - août 2015, p. 398 (1 page) (lire en ligne ),
- « My Sea », Poetry, vol. 206, no 4,‎ juillet - août 2015, p. 400 (1 page) (lire en ligne ),
- « License », Poetry, vol. 206, no 4,‎ juillet - août 2015, p. 402-403 (2 pages) (lire en ligne ),
- « To a New Sex », Poetry, vol. 206, no 4,‎ juillet- août 2015, p. 405 (1 page) (lire en ligne ),
- « The Elements », Poetry, vol. 206, no 4,‎ juillet - août 2015, p. 397 (1 page) (lire en ligne ),
- « Victorious », The Iowa Review, vol. 45, no 2,‎ 2015, p. 180-183 (4 pages) (lire en ligne ),
- « The Cure », The Kenyon Review, vol. 40, no 3,‎ mai - juin 2018, p. 31-32 (2 pages) (lire en ligne )
- « Polluted », The Kenyon Review, vol. 40, no 3,‎ mai - juin 2018, p. 30-31 (2 pages) (lire en ligne ),
- « Why Are You Writing These », The Kenyon Review, vol. 40, no 4,‎ juillet - août 2018, p. 40-41 (2 pages) (lire en ligne ),
- « The Fortune-Teller », The Kenyon Review, vol. 40, no 4,‎ juillet - août 2018, p. 39-40 (2 pages) (lire en ligne ),
- « Little Stories Of The World », Ambit, no 237,‎ été 2019, p. 50-51 (2 pages) (lire en ligne ),
- « [Ile de Lisieux] », Poetry, vol. 214, no 5,‎ septembre 2019, p. 456-457 (2 pages) (lire en ligne ),
- « [Owl] », Poetry, vol. 214, no 5,‎ septembre 2019, p. 466 (1 page) (lire en ligne ),
- « [ket] », Poetry, vol. 214, no 5,‎ septembre 2019, p. 460-461 (2 pages) (lire en ligne ),
- « [Alma] », Poetry, vol. 214, no 5,‎ septembre 2019, p. 462-463 (2 pages) (lire en ligne ),
- « My Fans », Poetry, vol. 214, no 5,‎ septembre 2019, p. 453-454 (4 pages) (lire en ligne ),
- « [Diamond Salt] », Poetry, vol. 214, no 5,‎ septembre 2019, p. 455 (1 page) (lire en ligne ),
- « [Parthenon] », Poetry, vol. 214, no 5,‎ septembre 2019, p. 458-459 (2 pages) (lire en ligne ),
- « [Silver Couple] », Poetry, vol. 214, no 5,‎ septembre 2019, p. 464-465 (2 pages) (lire en ligne ),

## Prix et distinctions
- 1997 : lauréate du Foundation for Contemporary Arts Grants to Artists Award.
- 1998 : lauréate du Book Prize, décerné par le Los Angeles Times pour son recueil de poèmes Mysteries of Small Houses[60]
- 2001 : lauréate du Shelley Memorial Award  décerné par la Poetry Society of America [61].
- 2001 : lauréate de l'Academy Award in Literature décerné par l'American Academy of Arts and Letters[62],
- 2002 : lauréate du Griffin Poetry Prize (en) décerné par le Griffin Trust For Excellence In Poetry and Scott Griffin, pour son essai Disobedience[63],
- 2007 : lauréate du Lenore Marshall Poetry Prize (en), décerné par l'Academy of American Poets, pour son recueil de poèmes Grave of Light: New and Selected Poems 1970–2005 [13];
- 2015 : lauréate du Ruth Lilly Poetry Prize (en) décerné par la Poetry Foundation pour son recueil de poèmes Certain Magical Acts[13],[64].

#### Notices dans des encyclopédies et manuels de référence
- (en-US) Richard Friedman (dir.), Fifteen Chicago Poets, Chicago, Illinois, Yellow Press, 1er décembre 1977, 133 p. (ISBN 9780916328030, lire en ligne), p. 100-108,
- (en-US) Thomas Riggs (dir.), Contemporary Poets, New York, St. James Press, 1er décembre 1995, 1339 p. (ISBN 9781558621916, lire en ligne), p. 800-801,
- (en-US) Thomas Riggs (dir.), Contemporary Poets, Detroit, Michigan, St. James Press, 28 septembre 2000, 1453 p. (ISBN 9781558623491, lire en ligne), p. 866-867,
- (en-US) Jeffrey H. Gray, James McCorkle & Mary Balkun (dir.), The Greenwood Encyclopedia Of American Poets And Poetry, vol. 4. M -- R, Westport, Connecticut, Greenwood Press, 30 décembre 2005, 1409 p. (ISBN 9780313330131, lire en ligne), p. 1150-1151. ,
- (en-US) Arielle Greenberg & Rachel Zucker (dir.), Women Poets on Mentorship : Efforts and Affections, Iowa City, Iowa, University Of Iowa Press, 15 mai 2008, 319 p. (ISBN 9781587296390, lire en ligne), p. 217-227,
- (en-US) Rosemary M. Canfield Reisman (dir.), Critical Survey of Poetry : American Poets, vol. 3, Pasadena, Californie, Salem Press, 15 janvier 2011, 1827 p. (ISBN 9781587655869, lire en ligne), p. 1431-1435,
- (en-US) John D. Wilson (dir.), Magill's Literary Annual, 2012, vol. 1, Hackensack, New Jersey, Salem Press, 15 juin 2012, 417 p. (ISBN 9781587659652, lire en ligne), p. 201-204,
- (en-GB) Ian Hamilton (dir.) et Jeremy Noel-Tod (dir.), The Oxford Companion to Modern Poetry, Oxford, Oxfordshire, Royaume-Uni, Oxford University Press, coll. « Oxford Paperback Reference » (réimpr. 2014) (1re éd. 2013), 719 p. (ISBN 9780199640256, OCLC 881823948, LCCN 2013431946, lire en ligne), p. 446-447,

#### Articles anglophones
- Alice Notley & David Baker, « Alice Notley », Kenyon Review,‎ non daté (lire en ligne),
- Susan McCabe, « Alice Notley's Epic Entry: "An Ecstasy of Finding Another Way of Being" », The Antioch Review, vol. 56, no 3,‎ 1998, p. 273-280 (8 pages) (lire en ligne ),
- Patricia Spears Jones, « Letter to Alice », Ploughshares, vol. 28, no 1,‎ 2002, p. 92-93 (2 pages) (lire en ligne ),
- Lara Glenum, « The Performance of Crisis in Alice Notley’s The Descent of Alette », Jacket2 magazine,‎ février 2004 (lire en ligne),
- Claudia Kellan, « A Conversation: September 2002-December 2003 », The American Poetry Review, vol. 33, no 3,‎ mai - juin 2004, p. 15-19 (5 pages) (lire en ligne ),
- Amy Robbins, « Alice Notley's Post-Confessional I: Toward a Poetics of Postmodern Witness », Pacific Coast Philology, vol. 41,‎ 2006, p. 76-90 (15 pages) (lire en ligne ),
- Yasmine Shamma, « Alice Notley in conversation with Yasmine Shamma », Jacket2 magazine,‎ 18 mars 2009 (lire en ligne),
- Zoë Skoulding, « Alice Notley's disobedient cities », Feminist Review, no 96,‎ 2010, p. 89-105 (17 pages) (lire en ligne ),
- Rachel Zucker, « Please Alice Notley Tell Me How to Be Old », Ploughshares, vol. 38, no 1,‎ 2012, p. 184-185 (2 pages) (lire en ligne ),
- Julia Bloch, « Alice Notley's Descent: Modernist Genealogies and Gendered Literary Inheritance », Journal of Modern Literature, vol. 35, no 3,‎ printemps 2012, p. 1-24 (24 pages) (lire en ligne ),
- Anne Marie Macari, « I Invented the Arts to Stay Alive: "Alice Notley's" Culture of One », The American Poetry Review, vol. 42, no 3,‎ 2013, p. 42-43 (2 pages) (lire en ligne ),
- « No Doctrines », Poetry, vol. 206, no 4,‎ 2015, p. 391-394 (4 pages) (lire en ligne ),
- Robert Dewhurst, « Alice Notley », BOMB Magazine, no 133,‎ 2015, p. 96-102 (7 pages) (lire en ligne ),
- Sarah Gzemski, « Dreaming This World Into Existence: An Interview With Alice Notley », Poetry Center (University of Arizona),‎ 2 novembre 2016 (lire en ligne),
- Shoshana Olidort, « Between the Living and the Dead: An Interview with Alice Notley », Los Angeles Review of Books,‎ 25 décembre 2016 (lire en ligne)